# Йоганн-Ернст фон Клопманн
Йога́нн-Е́рнст фон Кло́пманн (нім. Johann Ernst von Klopmann; 12 травня 1725 — 12 грудня 1786) — курляндський державний діяч, старший радник, правник. Ландгофмейстер Курляндії (1776—1786). Представник шляхетного німецького роду Клопманнів. Народився у Берсгофі, Курляндія. Син Йоганна-Фрідріха фон Клопманна й Анни-Марії фон Коскулль. 11 травня 1752 року одружився із Луїзою-Шарлоттою фон Мірбах. Працював помічником суду Зельбурзького обергауптманства в Якобштадті (1759—1762). Був депутатом курляндського ландтагу, очолював партію «ернстівців», які підтримували герцога Ернста-Йоганна фон Бірона. За правління Біронів займав посади канцлера (1763—1776) і ландгофмейстера. Разом із росіянами визначав курляндсько-російський кордон (1783). Володів маєтками в Панцені, Дрогені й Маррені. Кавалер орденів Білого орла святого Станіслава, святої Анни. Помер у Мітаві, Курляндія.

## Нагороди
- Орден Білого Орла[1]
- Орден святого Станіслава[1]
- Орден святої Анни[1]

### Монографії
- Räder, W. Die Juristen Kurlands im 18. Jahrhundert. Posen: W. F. Häcker, 1942.

### Довідники
- Klopmann, Johann Ernst v. // Deutschbaltisches biographisches Lexikon 1710–1960. Köln-Wien, 1970, S. 388.
- Fam.-Chr.
- Kurl. Ritt. XVI/5
- Kurl. Güterchr. 2,68
- Pirang, Balt. Herrenhaus 1, 73